# Fernand Deschamps
Fernand Deschamps (* 13. Juli 1868 in Châtelineau; † 15. März 1957 in Brüssel) war ein belgischer Intellektueller, der in der ersten Hälfte des 20. Jahrhunderts lebte und beteiligt war an den großen sozioökonomischen und ethischen Debatten.

## Leben
Im Alter von sechzehn Jahren trat er in die Metallindustrie ein – sein Vater war Leiter einer Abteilung – und erhielt Jahre später den Titel „Doctor of Laws“ für eine Prüfung durch den „Central Board of State“ (in Leuven). Anschließend studierte er an der Hochschule für Philosophie (ISP) in Leuven und wurde Redakteur der Zeitung „Le XXe Siècle“. Im Jahr 1898 gewann er den ersten Preis in Philosophie und bekam die Zuweisung eines Stipendiums. Er blieb damit eineinhalb Jahre in Deutschland an den Universitäten von Bonn, Leipzig, Berlin und Hamburg. Er pflegte den Kontakt mit der ISP und schrieb Analysen und Kritiken für die „Revue Sociale Catholique“. Er trug auch zu einer Veröffentlichung des ISP über katholische Schriftsteller bei und wurde Mitglied der Gesellschaft für Sozialwirtschaft und Unternehmen (SES).
Im Jahr 1900 trat er in das belgische Ministerium für Bildung ein und arbeitete gleichzeitig unter der Leitung von Cyril Van Overbergh als Gastdozent am Institut für Philosophie an der Universität Louvain und als Co-Sekretär der Zeitschrift „Le Mouvement sociologique“. Diese Zeitschrift war der Appendix der „Revue scolastique“. Er beteiligte sich an der Gründung der Belgischen Gesellschaft für Soziologie, war gemeinsam mit Georges Legrand Herausgeber der oben genannten Zeitschrift und fungierte als Moderator zu den Kontroversen über Soziologie. Er war zwischen dem religiösen Ansatz (Ethik) und dem wissenschaftlichen Ansatz hin- und hergerissen. Im gleichen Zeitraum lehrte er Philosophie an der „Extension Universitaire pour dames à Anvers“ von Marie Elizabeth Belpaire. Im Jahr 1901 war er auf einer Mission in den Vereinigten Staaten, um die Frauenrechte zu studieren, insbesondere deren Wahlrecht. Eine Zusammenfassung seiner Arbeit erschien in der Zeitschrift „Annales de Sociologie“ und als Anhang zu der „Revue-Néoscolastique“.
Durch zahlreiche Bewertungen der Bücher und vielfältige Artikel in verschiedenen Fachzeitschriften mit geistigem, sozialem und katholischem Charakter verteidigte er, als ehemaliger Schüler und Nachfolger von Désiré Mercier, das positivistische Denken von Auguste Comte. Ab 1903 wurde er zunächst als Lehrer eingesetzt, dann arbeitete er als Professor an der Höheren Handelsschule in Antwerpen, wo er Kurse für Wirtschaftswissenschaften, Wirtschaftsgeschichte und politische Ökonomie leitete. Er arbeitete später auch an der „Kolonialen Universität“ Antwerpen als Professor. Während des Ersten Weltkrieges und der Schließung von Universitäten fand er Zuflucht in England an der „University of Cambridge“, im Christ’s College.
Im Jahr 1933 beendete er seine akademische Laufbahn an der Hochschule aufgrund eines königlichen „Dekret emeritus“, überreicht von Camille Huysmans. Nach dem Ersten Weltkrieg verteidigte er als gemäßigter Katholik ein paar Ideen von Charles Maurras. Er verließ aber diesen Weg, wenn dessen Ideen eine Wendung nahmen, die er missbilligte.
Bis 1940 beteiligte er sich aktiv und ausgiebig an den soziopolitischen und religiösen Debatten in den katholischen Zeitungen wie „Le XXe Siècle“ und „La Libre Belgique“, in der Regel auf der ersten Seite.
Mit seinem besten Freund Georges Legrand, Professor für Sozialwirtschaft an der Universitätsfakultät für Agrarwissenschaften Gembloux, die er an der ISP ausübte, teilte er die Ideen der Evolution und deren Entwicklung.
Das gesamte Archiv und seine persönliche Bibliothek wurden während des Zweiten Weltkrieges zerstört, als kurz nachdem Fernand Deschamps sein Haus verlassen hatte, dieses bombardiert wurde.